# زوست
زُوِست ألمانيا (بالألمانية: Soest, Germany) هي district capital وبلدة ألمانية تقع في ألمانيا في Soest. يقدر عدد سكانها بـ 48,682 نسمة .

## المدن التوأمة
مدن Kampen، هرتسبرغ (الشتر)، بانغور (غوينذ)، Guérard، ميشاواكا (إنديانا)، Sárospatak، Soest، فيسبي وStrzelce Opolskie هي مدن توأمة لـزويست ألمانيا.

## معرض صور

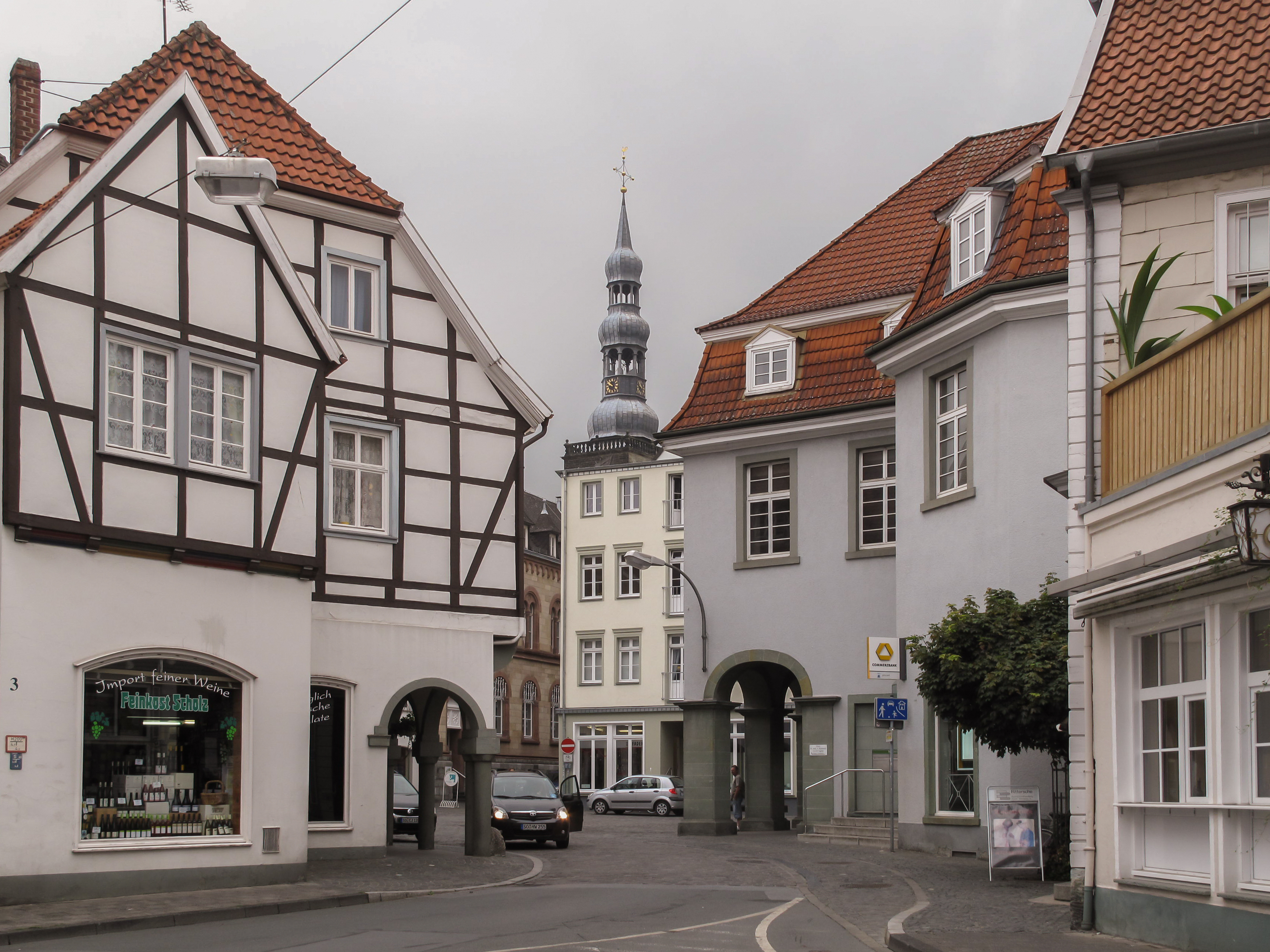
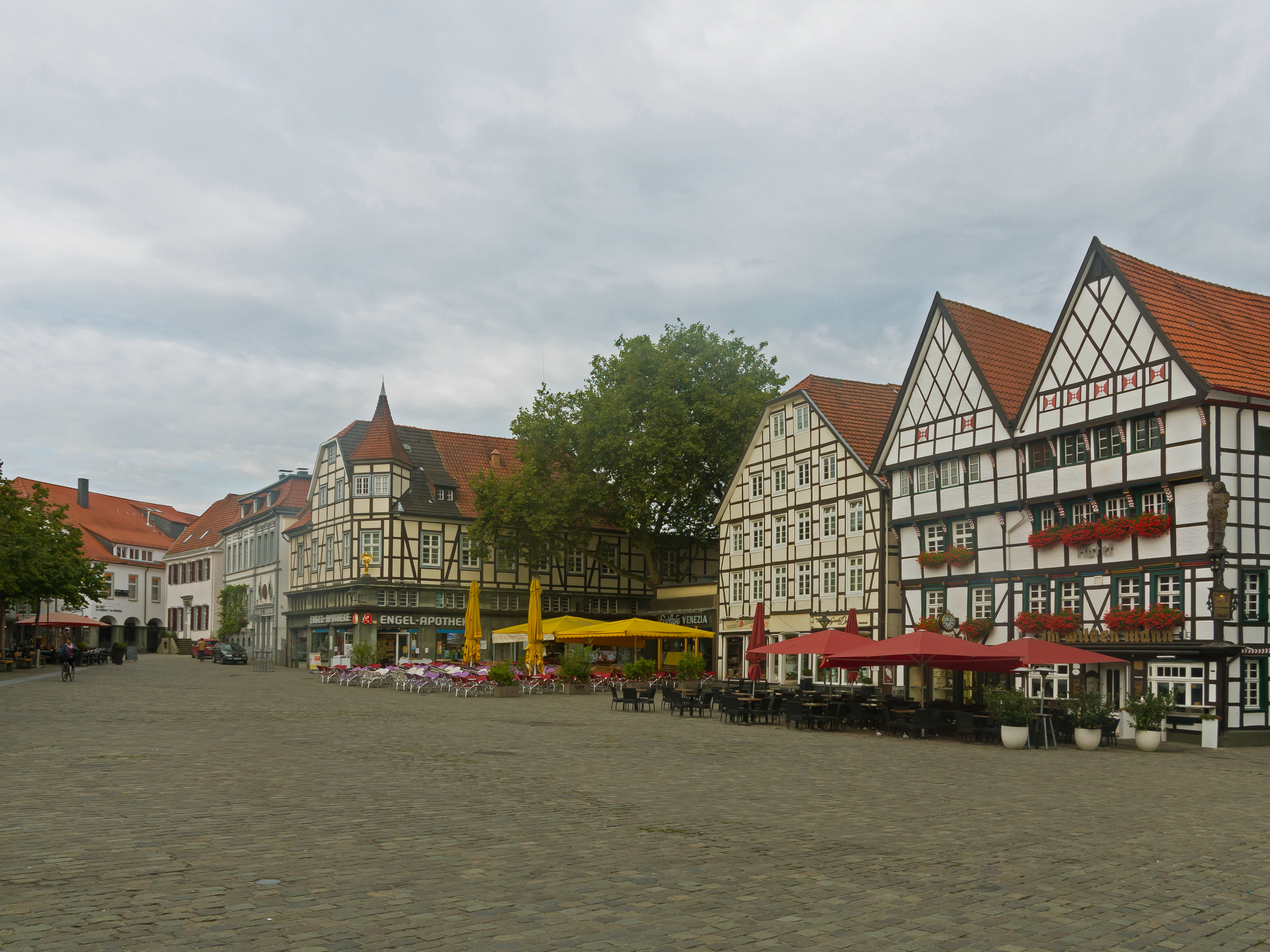
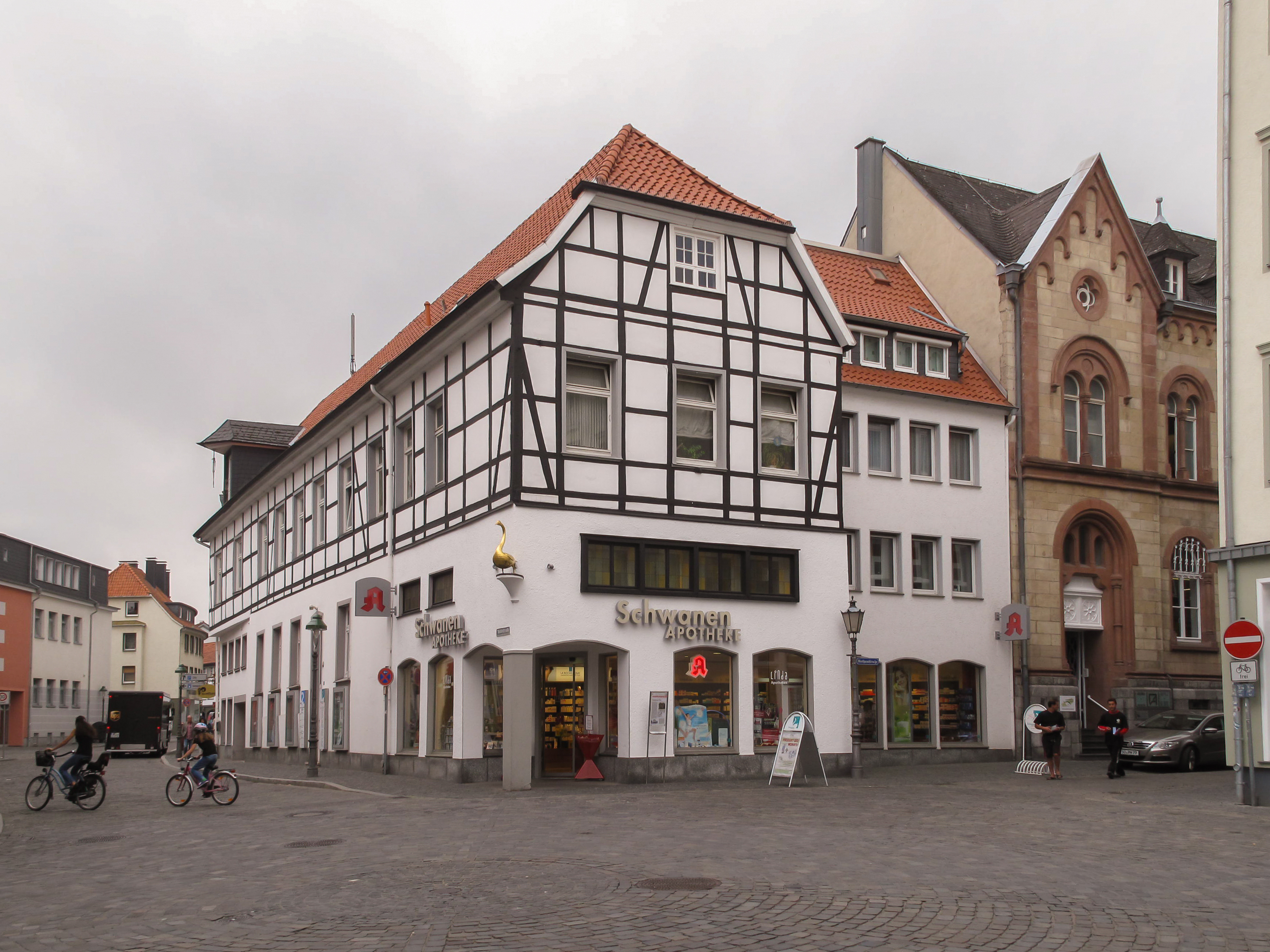

## أعلام
- بيتر ليلي
- ارمين جرونوالد
- بيتر بيكر
- ريبيكا هاندكه
- أرنولد أدولف بيرتولد
- رالف كونينغ